# Кръстьо Самарджиев
Кръстьо Иванов Самарджиев е български революционер, деец на Вътрешната македоно-одринска революционна организация и на Българския земеделски народен съюз.

## Биография
Кръстьо Самарджиев е роден на 5 май 1886 година във валовищкото село Крушево, което тогава е в Османската империя. Като младеж влиза във ВМОРО и участва в националноосвободителните борби. След Междусъюзническата война Крушево остава в Гърция и Самарджиев се изселва в Неврокоп, където в 1919 година става член на новооснованата дружба на БЗНС и скоро влиза в нейното ръководство. В 1922 година при Неврокопската акция на ВМРО Самарджиев е сред оказалите съпротива с оръжие. След Деветоюнския преврат в 1923 година е арестуван и няколко месеца лежи в затвора. След освобождението си продължава да се занимава с политика, като се опитва да сближи земеделците и комунистите. Отвлечен е при Дъбнишката акция на ВМРО на 14 май 1925 година, измъчван и обесен.